# Pariška pogodba (1951)
Pariška pogodba (uradno Pogodba o ustanovitvi Evropske skupnosti za premog in jeklo) je bila podpisana 18. aprila 1951. Države podpisnice so bile Francija, Zahodna Nemčija, Italija in tri države Beneluksa (Belgija, Luksemburg in Nizozemska). S pogodbo so ustanovile Evropsko skupnost za Premog in Jeklo (ESPJ), ki je pozneje postala del Evropske Unije. Pogodba je začela veljati 23. julija 1952 in prenehala veljati 23. julija 2002, natanko petdeset let po tem, ko je prišla v veljavo.
Pogodba je bila videna kot sredstvo za zagotavljanje politične in gospodarske stabilnosti v zahodni Evropi po drugi svetovni vojni. Nekatere države, ki so prej bile v vojni druga z drugo, so si s to pogodbo delile sredstva proizvodnje premoga in jekla, surovin, ki so bile ključne v vojni.
Evropsko deklaracijo so podpisali vsi prisotni voditelji. Ta je izjavila, da se je s pogodbo rodila Evropa. Poudarjala je nadnacionalno načelo kot temelj nove demokratične ureditve Evrope. Nadnacionalnemu konceptu je ostro nasprotoval Charles de Gaulle.

## Časovni trak razvoja Evropske unije
| Podpisan Veljaven Dokument    | 1948 Bruseljska pogodba                                          | 1951 1952 Pariška pogodba   | 1954 1955 Modificirana bruseljska pogodba   | 1957 1958 Rimska pogodba                    | 1965 1967 Pogodba o združitvi               | 1975 N/A Sklep Evropskega sveta             | 1985 1995 Schengenski sporazum              | 1986 1987 Enotni evropski akt               | 1992 1993 Maastrichtska pogodba             | 1992 1993 Maastrichtska pogodba | 1997 1999 Amsterdamska pogodba | 2001 2003 Pogodba iz Nice | 2007 2009 Lizbonska pogodba | 2007 2009 Lizbonska pogodba |  |
|                               |                                                                  |                             |                                             |                                             |                                             |                                             |                                             |                                             |                                             |                                 |                                |                           |                             |                             |  |
| Trije stebri Evropske unije : |                                                                  |                             |                                             |                                             |                                             |                                             |                                             |                                             |                                             |                                 |                                |                           |                             |                             |  |
| Evropske skupnosti:           |                                                                  |                             |                                             |                                             |                                             |                                             |                                             |                                             |                                             |                                 |                                |                           |                             |                             |  |
|                               | Evropska skupnost za jedrsko energijo (EURATOM)                  |                             |                                             |                                             |                                             |                                             |                                             |                                             |                                             |                                 |                                |                           |                             |                             |  |
|                               |                                                                  |                             | Evropska skupnost za premog in jeklo (ESPJ) | Evropska skupnost za premog in jeklo (ESPJ) | Evropska skupnost za premog in jeklo (ESPJ) | Evropska skupnost za premog in jeklo (ESPJ) | Pogodba potekla l. 2002                     | Pogodba potekla l. 2002                     | Pogodba potekla l. 2002                     |                                 | Evropska unija (EU)            | Evropska unija (EU)       |                             |                             |  |
|                               |                                                                  |                             | Evropska gospodarska skupnost (EGS)         |                                             |                                             |                                             |                                             |                                             |                                             |                                 | Evropska unija (EU)            | Evropska unija (EU)       |                             |                             |  |
|                               |                                                                  |                             |                                             | Schengenska pravila                         |                                             |                                             | Evropska skupnost (EC)                      | Evropska skupnost (EC)                      |                                             |                                 | Evropska unija (EU)            | Evropska unija (EU)       |                             |                             |  |
|                               |                                                                  | TREVI                       | TREVI                                       | TREVI                                       | Pravo in notranje zadeve                    |                                             | Evropska skupnost (EC)                      | Evropska skupnost (EC)                      |                                             |                                 | Evropska unija (EU)            | Evropska unija (EU)       |                             |                             |  |
|                               | Policijsko in pravosodno sodelovanje v kazenskih zadevah (PPSKZ) | TREVI                       | TREVI                                       | TREVI                                       | Pravo in notranje zadeve                    |                                             |                                             |                                             |                                             |                                 | Evropska unija (EU)            | Evropska unija (EU)       |                             |                             |  |
|                               |                                                                  |                             |                                             |                                             | Evropsko politično sodelovanje (EPS)        | Skupna zunanja in varnostna politika (SZVP) | Skupna zunanja in varnostna politika (SZVP) | Skupna zunanja in varnostna politika (SZVP) | Skupna zunanja in varnostna politika (SZVP) |                                 | Evropska unija (EU)            | Evropska unija (EU)       |                             |                             |  |
| Nepovezana telesa             | Nepovezana telesa                                                | Zahodnoevropska unija (WEU) | Zahodnoevropska unija (WEU)                 | Zahodnoevropska unija (WEU)                 | Zahodnoevropska unija (WEU)                 | Zahodnoevropska unija (WEU)                 | Zahodnoevropska unija (WEU)                 |                                             |                                             |                                 |                                | Evropska unija (EU)       |                             |                             |  |
| Nepovezana telesa             | Nepovezana telesa                                                | Zahodnoevropska unija (WEU) | Zahodnoevropska unija (WEU)                 | Zahodnoevropska unija (WEU)                 | Zahodnoevropska unija (WEU)                 | Zahodnoevropska unija (WEU)                 | Zahodnoevropska unija (WEU)                 | Pogodba preklicana l. 2011                  |                                             |                                 |                                |                           |                             |                             |  |
|                               |                                                                  |                             |                                             |                                             |                                             |                                             |                                             |                                             |                                             |                                 |                                | p · p · u · z             |                             |                             |  |